# Vinyl BC
Vinyl Basketball Club, também conhecido como Vinyl BC, é um time profissional de basquete 3x3 norte-americano. É membro da liga de basquete Unrivaled e fez sua estreia em janeiro de 2025. O time tem sede em Miami, Flórida, e é liderado pela treinadora Teresa Weatherspoon.

## História
Em 24 de outubro de 2024, a liga de basquete Unrivaled anunciou os nomes e logotipos das seis equipes que se juntarão à liga: Laces BC, Lunar Owls BC, Mist BC, Phantom BC, Rose BC e Vinyl BC. Vinyl BC, assim como as outras cinco equipes, terá sede em Miami, Flórida, para a temporada inaugural de 2025. Alex Bazzell, presidente da Unrivaled, confirmou que a liga é proprietária das seis equipes. Os seis treinadores principais inaugurais foram contratados posteriormente, em 15 de dezembro.

### Temporada de 2025
Rhyne Howard foi nomeada para a Segunda Equipe All-Unrivaled.

## Jogadoras
Em 20 de novembro de 2024, os seis treinadores principais colaboraram para equilibrar e escolher as escalações das seis equipes. Após o programa de seleção, o elenco do Vinyl BC definiu Arike Ogunbowale, Jordin Canada, Rhyne Howard, Rae Burrell, Aliyah Boston e Dearica Hamby como suas jogadoras.
| Jogadoras        | Jogadoras     | Jogadoras    | Jogadoras   | Jogadoras     | Jogadoras     | Jogadoras |
| ---------------- | ------------- | ------------ | ----------- | ------------- | ------------- | --------- |
| Arike Ogunbowale | Jordin Canada | Rhyne Howard | Rae Burrell | Aliyah Boston | Dearica Hamby |           |